# Nevanlinna-díj
A Nevanlinna-díj számítógép-tudománybeli kiváló teljesítményre adott kitüntetés. 1981-ben, a Nemzetközi Matematikai Unió (IMU) Végrehajtó Bizottsága hozta létre a Fields-érem mintájára és az egy évvel korábban elhunyt finn matematikus, Rolf Nevanlinna emlékére nevezte el. Négyévenként, a Nemzetközi Matematikai Kongresszuson egy díjat osztanak, amivel érem és pénzjutalom jár.

## A díjazottak
| Év   | Díjazott           | Nemzetiség |
| ---- | ------------------ | ---------- |
| 2014 | Subhash Khot       | IND        |
| 2010 | Daniel Spielman    | USA        |
| 2006 | Jon Kleinberg      | USA        |
| 2002 | Madhu Sudan        | IND        |
| 1998 | Peter Shor         | USA        |
| 1994 | Avi Wigderson      | ISR        |
| 1990 | Alexander Razborov | RUS        |
| 1986 | Leslie Valiant     | GBR        |
| 1982 | Robert Tarjan      | USA        |

## Lásd még
- Fields-érem
- Gauss-díj